# Final de la Eurocopa 1988
La final de la Eurocopa 1988 se disputó el 25 de junio de 1988 para determinar el campeón del Campeonato Europeo de fútbol de Naciones de 1988. El partido enfrentó a la Unión Soviética, en la que sería su última Eurocopa antes del colapso del país, y la selección de Países Bajos en el Olympiastadion de Múnich. Los neerlandeses ganaron la final por 2–0, con goles del capitán Ruud Gullit y del máximo goleador del torneo, Marco van Basten. Hans van Breukelen detuvo un penalti a Igor Belanov en el transcurso del partido. El posterior gol de Van Basten a Rinat Dasayev —uno de los grandes porteros del mundo en ese momento— fue calificado como uno de los mejores goles en la historia de las Eurocopas.

## Detalles del partido
| 25 de junio de 1988 | Unión Soviética | 0–2     | Países Bajos                | Olympiastadion, Múnich,                                              |                                                                      |
|                     |                 | Reporte | Gullit 32' · van Basten 54' | Asistencia: 62 770 espectadores Árbitro(s): Michel Vautrot (Francia) | Asistencia: 62 770 espectadores Árbitro(s): Michel Vautrot (Francia) |

| 1          | POR        | Rinat Dasayev          |     |
| 5          | DEF        | Anatoliy Demyanenko    |     |
| 7          | DEF        | Sergei Aleinikov       |     |
| 3          | DEF        | Vagiz Khidiyatullin    |     |
| 6          | DEF        | Vasyl Rats             |     |
| 8          | MED        | Hennadiy Lytovchenko   |     |
| 9          | MED        | Oleksandr Zavarov      |     |
| 15         | MED        | Oleksiy Mykhaylychenko |     |
| 18         | MED        | Sergey Gotsmanov       | 68' |
| 10         | DEL        | Oleh Protasov          | 71' |
| 11         | DEL        | Igor Belanov           |     |
| Entrenador | Entrenador | Valeriy Lobanovskyi    |     |

| 1          | POR        | Hans van Breukelen |  |
| 6          | DEF        | Berry van Aerle    |  |
| 17         | DEF        | Frank Rijkaard     |  |
| 4          | DEF        | Ronald Koeman      |  |
| 2          | DEF        | Adri van Tiggelen  |  |
| 7          | MED        | Gerald Vanenburg   |  |
| 20         | MED        | Jan Wouters        |  |
| 8          | MED        | Arnold Mühren      |  |
| 13         | MED        | Erwin Koeman       |  |
| 10         | DEL        | Ruud Gullit        |  |
| 12         | DEL        | Marco van Basten   |  |
| Entrenador | Entrenador | Rinus Michels      |  |

| 19 | DEF | Serguéi Baltacha | 68' |
| 20 | MED | Viktor Pasulko   | 71' |

| Anotado | 32' | Ruud Gullit      | 0–1 |
| Anotado | 54' | Marco van Basten | 0–2 |

| Amonestado | 31' | Anatoliy Demyanenko   |
| Amonestado | 42' | Vagiz Khidiyatullin   |
| Amonestado | 33' | Hennadiy Liytovchenko |

| Amonestado | 37' | Jan Wouters     |
| Amonestado | 50' | Berry van Aerle |

| 1          | POR        | Rinat Dasayev          |     |
| 5          | DEF        | Anatoliy Demyanenko    |     |
| 7          | DEF        | Sergei Aleinikov       |     |
| 3          | DEF        | Vagiz Khidiyatullin    |     |
| 6          | DEF        | Vasyl Rats             |     |
| 8          | MED        | Hennadiy Lytovchenko   |     |
| 9          | MED        | Oleksandr Zavarov      |     |
| 15         | MED        | Oleksiy Mykhaylychenko |     |
| 18         | MED        | Sergey Gotsmanov       | 68' |
| 10         | DEL        | Oleh Protasov          | 71' |
| 11         | DEL        | Igor Belanov           |     |
| Entrenador | Entrenador | Valeriy Lobanovskyi    |     |

| 1          | POR        | Hans van Breukelen |  |
| 6          | DEF        | Berry van Aerle    |  |
| 17         | DEF        | Frank Rijkaard     |  |
| 4          | DEF        | Ronald Koeman      |  |
| 2          | DEF        | Adri van Tiggelen  |  |
| 7          | MED        | Gerald Vanenburg   |  |
| 20         | MED        | Jan Wouters        |  |
| 8          | MED        | Arnold Mühren      |  |
| 13         | MED        | Erwin Koeman       |  |
| 10         | DEL        | Ruud Gullit        |  |
| 12         | DEL        | Marco van Basten   |  |
| Entrenador | Entrenador | Rinus Michels      |  |

| 19 | DEF | Serguéi Baltacha | 68' |
| 20 | MED | Viktor Pasulko   | 71' |

| Anotado | 32' | Ruud Gullit      | 0–1 |
| Anotado | 54' | Marco van Basten | 0–2 |

| Amonestado | 31' | Anatoliy Demyanenko   |
| Amonestado | 42' | Vagiz Khidiyatullin   |
| Amonestado | 33' | Hennadiy Liytovchenko |

| Amonestado | 37' | Jan Wouters     |
| Amonestado | 50' | Berry van Aerle |

|                             |
| Bandera de los Países Bajos |
| Campeón Países Bajos        |
| 1.º Título                  |